# El hijo del barrio
El hijo del barrio é um filme argentino em preto e branco, dirigido por Lucas Demare e baseado em um roteiro de Claudio Martínez Payva. A obra estreou em 29 de fevereiro de 1940 e teve como protagonistas Herminia Mancini, Roberto Fugazot e Fanny Navarro.

## Sinopse
Um jovem da província que viaja a Buenos Aires para estudar Direito tem dificuldades financeiras até receber ajuda de um vizinho.

## Elenco
- Roberto Blanco
- Olimpio Bobbio
- Ricardo de Rosas
- Isabel Figlioli
- Roberto Fugazot
- Mercedes Gisper
- Adolfo Linvel
- Herminia Mancini
- Fanny Navarro
- Pepito Petray
- Ernesto Raquén
- María Santos
- Domingo Sapelli
- Tito Gómez
- Semillita
- Carlos Fioriti